# Longonjo
Longonjo é uma cidade e município da província do Huambo, em Angola.
Tem 2 915 km² e cerca de 91 mil habitantes. É limitado a norte pelo município do Ecunha, a leste pelo município de Caála, a sul pelo município de Caconda, e a oeste pelos municípios de Ganda e Ucuma.
O município é constituído pela comuna-sede, correspondente à cidade de Longonjo, e pelas comunas de Lépi, Iava e Chilata.